# Anthornis
Genre
Anthornis est un genre d’oiseaux de la famille des Meliphagidae et comptant deux espèces dont une seule est toujours vivante.

## Liste d'espèces
D'après la classification de référence (version 3.1, 2012) du Congrès ornithologique international (ordre phylogénique) :
- Anthornis melanura – Méliphage carillonneur
- †Anthornis melanocephala – (?)